# Velvet (Velvet)
Velvet è il quarto album discografico dei Velvet, pubblicato nel 2007.

## Tracce
1. Io sarò lì
2. Tutto da rifare
3. Ad ogni respiro
4. Non è per me, non è per te
5. Sei felice
6. A chi dimentica
7. Ora
8. Quello che resta
9. Come sempre
10. Fino a ieri
11. Beautiful boy
12. Lenzuola e demoni

## Formazione
- Pierluigi Ferrantini - voce e chitarra
- Alessandro Sgreccia - chitarra
- Pierfrancesco Bazzoffi - basso
- Giancarlo Cornetta - batteria